# Эйенис I Таргариен
Эйенис I Таргариен (другой вариант написания имени — Эйнис) — персонаж вымышленного мира, изображённого в серии книг «Песнь Льда и Огня» Джорджа Мартина, король Вестероса из валирийской династии Таргариенов. Один из главных героев повести «Сыновья Дракона», включённой позже в книгу «Пламя и кровь».

## Биография
Эйенис принадлежал к королевской династии Таргариенов, которая правила в Вестеросе. Он был старшим сыном короля Эйегона I и его сестры-жены Рейенис, старшим единокровным братом Мейегора Жестокого. Мейегор отличался суровым и воинственным нравом, а Эйенис был болезненным и нерешительным; тем не менее именно он занял Железный трон после смерти отца. Брата он вскоре изгнал за самовольную женитьбу. Когда король решил, согласно обычаям Таргариенов, выдать за своего сына Эйегона его сестру Рейну, септоны отказались признать этот брак и отказали Эйенису в повиновении. Он не решился подавить восстание в зародыше, и в результате против него выступил практически весь Вестерос. Эйенис укрылся на острове Драконий Камень, где вскоре умер от болезни в возрасте 35 лет. Власть перешла к Мейегору. Позже королём стал третий из сыновей Эйениса Джейехерис I.

## В книгах и изобразительном искусстве
Эйенис стал, наряду с Мейегором, одним из центральных персонажей повести Джорджа Мартина «Сыновья Дракона», включённой позже в псевдохронику «Пламя и кровь». Писатель использовал биографию этого короля, чтобы сыграть в своеобразную литературную игру: устами мейстера Гильдейна он перечисляет симптомы болезни, от которой умер Эйенис, а позже называет те же симптомы, когда пишет о смерти фрейлин королевы Рейены, отравленных ревнивцем Андроу Фарменом. В случае с Эйенисом он не пишет о яде, показывая таким образом всю относительность истины в «Пламени и крови».
Эйениса I изобразили на своих рисунках художники-иллюстраторы Магали Вильнёв и Даг Уитли.

## Оценки персонажа
Специалисты считают историческим прототипом Таргариенов датских викингов, завоевавших в IX веке существенную часть Англии. Изображённая Мартином практика женитьбы правителя на родной сестре, сыгравшая роковую роль в судьбе Эйениса, по-видимому, является отсылкой к Древнему Египту.